# قانون المرافق العامة الملائمة
قانون المرافق العامة الملائمة (اختصارًا APFO)، هو طريقة تشريعية أمريكية لربط البنية التحتية العامة بالنمو في المنطقة.
يأخذ القانون في الاعتبار توفر البنية التحتية. يمكن أن تؤثر على النمو، ولكن تعتبر منفصلة عن ضوابط النمو مثل وقف البناء.

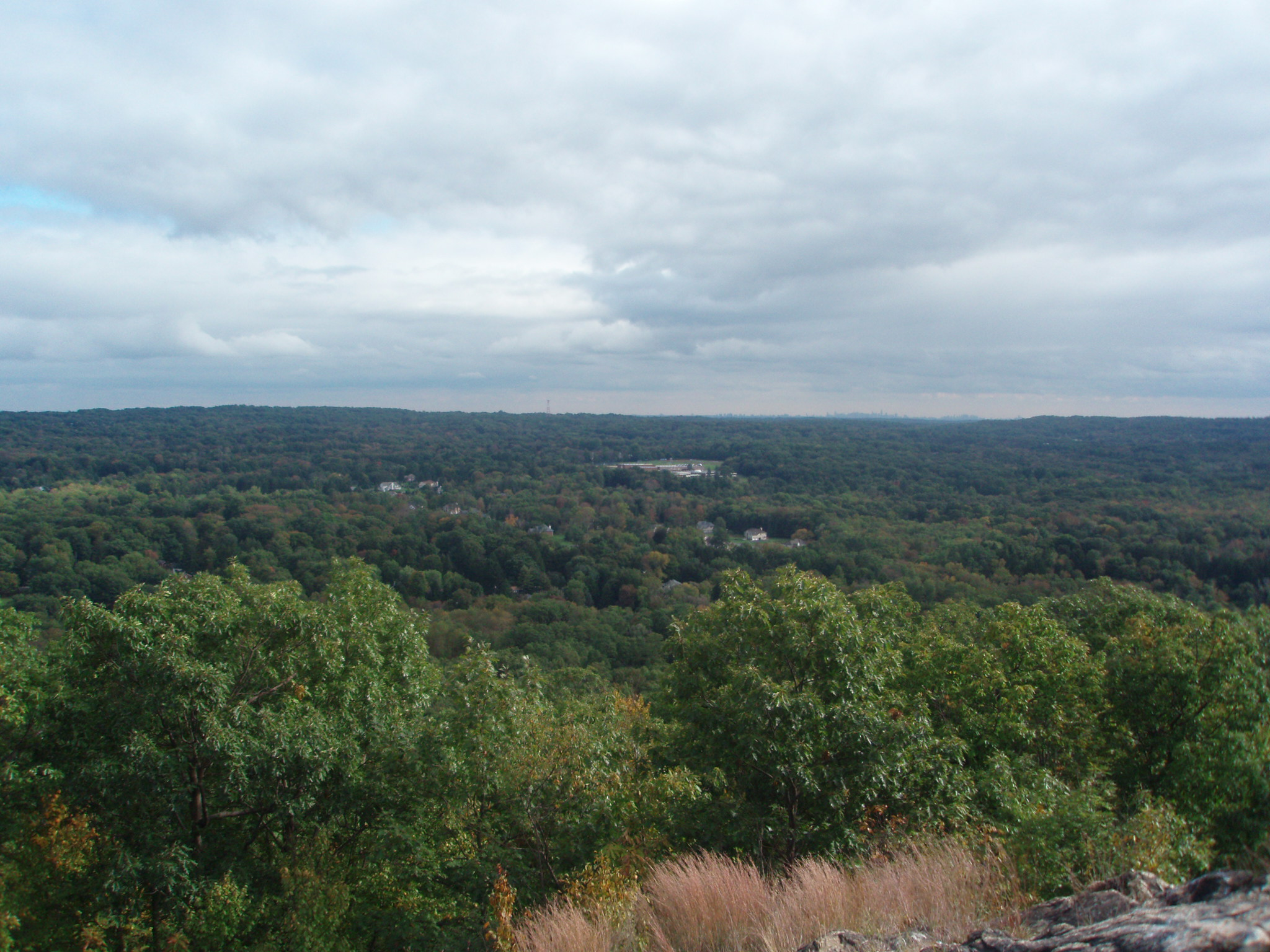
منظر لرامابو، نيويورك

رامابو ، نيويورك ؛ بيتالوما ، كاليفورنيا ؛ وبولدر ، كولورادو كانوا من أوائل من تبنوا هذه الأداة في أمريكا. تستخدم ولاية فلوريدا مصطلح «التزامن» في قانون إدارة النمو الخاص بها.
تأخذ لوائح القانون في الاعتبار بعض أو كل متطلبات البنية التحتية للولاية القضائية، بما في ذلك: 
- وسائل النقل
- مرافق المدرسة
- إمدادات المياه
- معالجة المياه
- الطرق

يتم تطبيق لوائح القانون بشكل نموذجي على ولاية قضائية لديها سيطرة تشريعية على منطقة معينة. في أمريكا، يمكن أن يكون هذا على مستوى الولاية أو المقاطعة أو المدينة. يمكن أن يحدث تعارض عندما تختلف لوائح القانون في النطاق بين السلطات القضائية حيث يوجد تمويل مشترك وسلطة تشريعية (مثل مدينة تقع داخل مقاطعة تمول المدارس). في حين أن القانون يهدف إلى التخفيف من أوجه القصور في البنية التحتية لمنطقة معينة، قد يتم تطبيق التخفيف على المناطق خارج موقع المشروع التنموي. تنطبق لوائح القانون عادة على المشاريع الفردية على أساس كل حالة على حدة.